# Cosme III de Constantinopla
Cosme III de Constantinopla (em grego: Κοσμάς Γ΄; romaniz.: Kosmas; m. 1736) foi patriarca ecumênico de Constantinopla entre 1714 e 1716 e também patriarca grego ortodoxo de Alexandria, com o nome de Cosme II de Alexandria, entre 1723 e sua morte em 1736.

## História
Cosme era natural de Crisópolis (Üsküdar), na Bitínia, ou de Calcedônia. Por volta de 1700, foi professor e pregador no Mosteiro de Santa Catarina, no Sinai. Em 11 de abril de 1703, foi nomeado bispo metropolitano do Sinai, um posto no qual permaneceu até 2 de fevereiro de 1706, quando foi eleito metropolitano de Claudiópolis.
Desde esta época ele já tentava ser eleito patriarca de Alexandria e, com este objetivo, seguiu para Istambul (Constantinopla) para conseguir apoiadores. Em 1711, o Santo Sínodo do Patriarcado Ecumênico o elegeu, de forma irregular, para a sé de Alexandria, pois o patriarca Samuel não havia ainda renunciado. A eleição intensificou o conflito entre os dois patriarcados. Se sentindo injustiçado, Samuel tentou negociar com o papa Clemente XI uma reunificação com a Igreja Católica. Para evitar uma escalada na situação, o patriarca ecumênico Cipriano de Constantinopla restaurou Samuel e encerrou o conflito.
Em 28 de fevereiro de 1714, Cipriano renunciou e Cosme (como Cosme III) foi eleito para o trono patriarcal de Constantinopla com o apoio de seu pupilo, Manuel Ypsilantis, um poderoso fanariota. Em 23 de março de 1716, porém, Cosme foi deposto e enviado de volta para o Sinai, onde ele prestou um valioso serviço organizando a biblioteca do mosteiro.
Depois da morte de Samuel de Alexandria, em 1723, Cosme foi eleito patriarca (como Cosme II) e lá permaneceu até sua morte em 1736. Durante seu patriarcado, escreveu diversos tratados e suas memórias, obras que estão ainda hoje preservadas na biblioteca patriarcal no Cairo.